# Wuntho
Wuntho (en shan: Wying Hsd), era un estado principesco de la Alta Birmania anexionado por los británicos e incorporado al distrito de Katha en 1892. Tenía un área de 6200 km² y unos 150 000 habitantes y se ubicaba entre los ríos Irrawaddy y Chindwin
Wuntho fue clasificado por los burmeses como un estado Shan, pero nunca en igualdad de condiciones con los verdaderos estados Shan. Cuando los británicos anexionaron la Alta Birmania en 1885, el estado pasó a ser un refugio para los rebeldes y líderes bandidos. Finalmente, en 1891, el estado estalló en una rebelión abierta, los saopha fueron depuestos y una fuerza de 1800 soldados bajo el mando del general Sir George Wolseley ocuparon la ciudad de Wuntho y restablecieron el orden.